# Alan Stern
Sol Alan Stern (New Orleans, 22 novembre 1957) è un astronomo statunitense, specializzato nella planetologia.
È il Principal investigator della missione spaziale New Horizons della NASA diretta verso Plutone, ovvero dirige il gruppo di ricerca che manovra la sonda. È stato direttore esecutivo della divisione per l'ingegneria e le scienze spaziali del Southwest Research Institute, prima di essere nominato nel 2007 "amministratore associato" del Science Mission Directorate (in italiano, Direttorato per le missioni scientifiche) della NASA. Ha rassegnato le dimissioni da tale incarico dopo poco più di un anno.

## Biografia
Dal 1983 al 1991 Stern ha lavorato in diversi ruoli presso l'Università del Colorado nel Center for Space and Geoscience Policy, nell'ufficio della vicepresidenza per la ricerca e nel Center for Astrophysics and Space Astronomy. Ha conseguito il dottorato nel 1989. Dal 1991 al 1994 ha diretto il gruppo di astrofisica e scienze planetarie del Southwest Research Institute di San Antonio, Texas, ed è stato membro del gruppo di lavoro per lo studio dei pianeti esterni (Outer Planets Science Working Group) della NASA. Dal 1994 al 1998 ha diretto la sezione di geofisica, astrofisica e scienze planetarie del Dipartimento di scienze spaziali del Southwest Research Institute e dal 1998 al 2005 è stato direttore di tale Dipartimento. Nel 1995 è stato selezionato per essere specialista di missione a bordo dello Space Shuttle.
Ha concentrato la sua attività di ricerca nello studio del sistema solare, in particolare della fascia di Kuiper e della nube di Oort, delle comete, dei satelliti naturali dei giganti gassosi e di Plutone, e nella ricerca di sistemi planetari attorno ad altre stelle. Si è interessato inoltre della teoria delle manovre di rendezvous nello spazio, delle nubi mesosferiche polari della Terra, di astrofisica galattica e delle tenui atmosfere satellitari, inclusa l'atmosfera della Luna.
Nel 2007, Stern è stato indicato da TIME come una delle cento persone più influenti del mondo.
Il 27 agosto 2008 è stato eletto nel consiglio di amministrazione del Challenger Center for Space Science Education.

## Amministratore associato della NASA
Stern è stato nominato Amministratore associato per il Direttorato delle missioni scientifiche (Science Mission Directorate) nell'aprile del 2007. Per descrivere il suo stile di lavoro è stata utilizzata un'espressione, hard-charging, tipicamente utilizzata nel linguaggio dell'esercito statunitense per descrivere un soldato che supera i limiti dell'eccellenza attesa nell'abilità di battaglia. Ha "fatto notizia per aver cercato di mantenere le missioni dell'agenzia nei costi e nei tempi stimati", ma ha dovuto fronteggiare "battaglie interne sui fondi". Gli è stata riconosciuta la capacità di aver fatto "cambiamenti significativi che hanno aiutato a restaurare l'importanza della scienza nelle missioni della NASA".
Il 25 marzo 2008 Stern ha rassegnato le dimissioni dal suo incarico, divenute effettive l'11 aprile.. È stato sostituito da Ed Weiler, che ricopre tale ruolo per la seconda volta. Le dimissioni sono pervenute lo stesso giorno in cui il direttore della NASA Michael Griffin ha annullato una riduzione dei fondi per le missioni Mars Exploration Rover e Mars Odyssey che era stata adottata come soluzione per liberare fondi necessari alla missione Mars Science Laboratory in programma. Funzionari della NASA non hanno né confermato, né smentito una connessione tra i due eventi.
In una intervista concessa a Science, Stern ha detto che ha lasciato il suo incarico per evitare tagli a programmi sani ed alla ricerca di base per coprire i superamenti dei costi [in altri programmi]. Stern ritiene che i superamenti di costi nel programma per l'esplorazione di Marte dovrebbero essere sistemati all'interno del programma Marte stesso, e non recuperati da altri programmi della NASA. Secondo Science, Griffin non ha gradito che Stern avesse preso decisioni importanti senza prima averlo consultato, mentre Stern si è sentito frustrato dal rifiuto opposto da Griffin a tagli o ritardi in progetti politicamente sensibili. Griffin ha preferito tagliare "parti meno popolari" del bilancio, inclusa la ricerca di base, e il rifiuto opposto da Stern ad uniformarsi ha portato alle sue dimissioni.

## Coinvolgimento nella classificazione planetaria
Stern è stato particolarmente coinvolto nel dibattito che ha accompagnato la definizione di pianeta approvata dall'Assemblea Generale di Praga dell'Unione Astronomica Internazionale. Dopo la promulgazione della nuova definizione, ha dichiarato: "È una definizione terribile; è scienza sciatta (sloppy science) e non passerebbe mai una revisione paritaria (peer review)", ha sostenuto che la Terra, Marte, Giove e Nettuno non hanno pienamente ripulito le loro zone orbitali ed ha dichiarato in qualità di Principal investigator della missione New Horizons che "Il progetto New Horizons [...] non riconosce la definizione di pianeta della IAU del 24 agosto 2006".
In un articolo del 2000, Stern e Harold Levison proposero una classificazione dei pianeti che includeva sia il concetto di equilibrio idrostatico, sia quello della dominanza orbitale utilizzati nella nuova definizione, con una proposta di schema di classificazione che prevedeva di etichettare tutti gli oggetti substellari in equilibrio idrostatico come "pianeti" e classificare questi a loro volta in "überplanets" e "unterplanets" in base ad un'analisi matematica della capacità del pianeta di allontanare altri oggetti dalla propria orbita in un lungo periodo di tempo. Mercurio, Venere, la Terra, Marte, Giove, Saturno, Urano e Nettuno sarebbero stati classificati come degli "überplanets", mentre Plutone come un "unterplanet". Una proposta in sostanza molto simile alla distinzione in "pianeti" e "pianeti nani" adottata dalla IAU, ma con la differenza di considerare queste due come sottoclassi di un unico raggruppamento definito dal raggiungimento dell'equilibrio idrostatico, invece che come due classi separate.

## Pubblicazioni
- S. Alan Stern, The U.S. Space Program After Challenger, New York, Franklin-Watts, 1987, ISBN 0-531-10412-5.
- S. Alan Stern, Jacqueline Mitton, Pluto and Charon: Ice Worlds on the Ragged Edge of the Solar System, John Wiley and Sons, 1997, 2005, ISBN 3-527-40556-9.

Edited:
- S. Alan Stern (a cura di), Our Worlds: The Magnetism and Thrill of Planetary Exploration, Cambridge University Press, 1998, ISBN 0-521-63164-5.
- S. Alan Stern (a cura di), Our Universe, Cambridge University Press, 2000.
- S. Alan Stern (a cura di), Worlds Beyond: The Thrill of Planetary Exploration as told by Leading Experts, Cambridge University Press, 2003, ISBN 0-521-52001-0.